# Kráska a soused
Kráska a soused (v anglickém originále A Star Is Born-Again) je 13. díl 14. řady (celkem 304.) amerického animovaného seriálu Simpsonovi. Scénář napsal Brian Kelley a díl režíroval Michael Marcantel. V USA měl premiéru dne 2. března 2003 na stanici Fox Broadcasting Company a v Česku byl poprvé vysílán 30. listopadu 2004 na stanici ČT1.

## Děj
Během každoroční medúzové slavnosti, při níž se na břehy Springfieldu vracejí žahavé červené medúzy, Ned Flanders propadá depresi, protože je sám. Ostatní dospělí mají partnery, s nimiž tráví romantický večer na medúzím kotilionu, a pro Neda je to první festival bez jeho ženy Maude. 
Ned se vrací do Leftoria, kde pracuje na svých daních a kde se chce odreagovat. Přijde žena, která shání levoruké natáčky na řasy. Po rozhovoru s Nedem ho pozve na rande. Po jejím odchodu si Ned všimne filmového plakátu s její tváří; je to Sara Sloaneová (Marisa Tomei), filmová hvězda. 
Sára a Ned si padnou do oka a Sáře se líbí Nedův jednoduchý, svérázný životní styl a upřímnost. Absolvují několik schůzek, i když se setkávají s problémy, zejména s tím, že je sledují bulvární novináři. Sára je také mnohem méně zdrženlivá než Ned, což vyvolává určité napětí. 
Když film skončí, Sára požádá Neda, aby se s ní vrátil do Hollywoodu. Ned má strašný sen o špatných věcech Hollywoodu v pasáži, která zahrnuje cameo producenta seriálu Jamese L. Brookse a také nápis „Hollywood“ upravený na „Hollyweird“, a odmítne. Sára se proto pokusí zůstat ve Springfieldu, aby byla s Nedem. Pomalu se začíná zabydlovat mezi místními obyvateli, přidává se k Marginu knižnímu klubu, jejž pořádá spisovatelka Helen Fieldingová, a chodí s Nedem nakupovat. 
Na koncertě, na který si Sára vezme šaty s hlubokým výstřihem, řekne Nedovi, že s ním chce mít sex. Ned nakonec ustoupí, ale trvá na svatbě, pokud mají pokračovat v sexuálním vztahu. Sára není ochotná se vdát, a tak se rozejdou a ona se vrací do Hollywoodu. Rychle se vdá a rozvede s Bobem Balabanem. Ned zjišťuje, že je nyní pro ženy přitažlivější díky svému slavnému vztahu.

## Kulturní odkazy a přijetí
Epizoda je z velké části parodií na film Notting Hill (1999).
Ve Spojených státech díl během premiéry sledovalo 14,4 milionu diváků.
V roce 2008 označil časopis Entertainment Weekly roli Sary Sloaneové jako jednu ze 16 nejlepších hostujících rolí v seriálu Simpsonovi.
Colin Jacobson z DVD Movie Guide v recenzi 14. řady k dílu uvedl: „Pokud si dobře vzpomínám, v epizodě (Ned) poprvé randí od smrti Maude v 11. řadě (v téže epizodě však uvažoval o randění s křesťanskou zpěvačkou). Kráska a soused působí méně vykonstruovaně – no, tak ‚méně vykonstruovaně‘, jak jen seriál, v němž Flanders usiluje o filmovou hvězdu, může být – a má několik dobrých momentů, zejména když se nám dostane kontrastu mezi Flandersem z malého města a jeho přítelkyní z velkého města. Je to docela dobrá podívaná.“.
Server Simbasible napsal, že epizoda „je dalším dílem rande s Nedem Flandersem“, a díl označil za „příliš zaměřený na celebrity“ a „jednoduše neinspirativní“.